# Bezauberndes Fräulein
Personnages
- Annette, la "charmante demoiselle (soprano, soubrette)
- Paul (ténor)
- Rosette (soubrette)
- Felix, son ami (ténor)
- Louise (alto)
- le directeur, son père (baryton)
- le père d'Annette (baryton)
- Julie, servante chez Paul (alto)
- le chauffeur (baryton)
- un collègue de Paul (baryton)
- Hektor, le fiancé d'Annette (acteur)
- Un majordome (acteur)
- Des clients chez Filosel (muets)

Airs
- Paul : Ach Louise, kein Mädchen ist wie diese!
- Felix : Hokuspokus fidibus
- Paul : Was hast du schon davon, wenn ich dich liebe?
- Annette et Paul, tango Sie kommen zum Tee!
- le père d'Annette, Felix, le chauffeur, Paul, Annette Bezauberndes Fräulein / Ja, was ist denn heute los mit mir?

Bezauberndes Fräulein (en français Charmante mademoiselle) est une opérette de Ralph Benatzky sur un livret du compositeur, créée en 1933 à Vienne.

## Argument
La pièce se déroule dans une ville germanophone au début des années 1930. Quand la pièce est mise en scène aujourd'hui, l'action est généralement déplacée dans le présent.
Premier acte
L'entrée de la maison de villégiature de Paul
Le peintre légèrement extravagant Félix et son modèle préféré Rosette visitent la maison de villégiature de leur ami Paul, un haut fonctionnaire du gouvernement. Venant de terminer leur dernière partie de bridge, ils veulent se retirer pour dormir. Paul est plein d'anticipation pour le jour à venir. Pour la première fois, son patron a annoncé qu'il lui rendrait visite dimanche, d'autant plus qu'il sait désormais que sa fille Luise est secrètement fiancée à Paul. La visite de Luise est également annoncée.
Félix et Rosette connaissent Luise et la trouvent assez ennuyeuse. Ils ne pensent pas non plus que son apparence soit trop spéciale. Ils s'inquiètent donc de savoir comment ils pourraient persuader Paul de ne pas épouser Louise. Au milieu de la nuit, un heureux hasard vient à leur aide : la sonnette de la porte d'entrée annonce que quelqu'un demande à entrer. Lorsque Félix ouvre la porte, il rayonne littéralement à la vue de la charmante jeune femme debout devant lui. Sa voiture est en panne et elle a besoin d'aide. Alors que Paul ne réagit que maussadement, Félix accompagne la "charmante demoiselle" jusqu'à la voiture, fait semblant de l'aider, mais lorsqu'elle est distraite et parle à son chauffeur, il crève les pneus et rend la panne encore plus grave. Bien sûr, il propose à Annette, la jolie dame, de passer la nuit dans la maison de campagne de Paul. Le chauffeur part à pied avec Julie, la gouvernante de Paul, prévenir le père d'Annette. Tout le monde va dormir.
Deuxième acte
Le salon de la maison de campagne de Paul
Un nouveau jour s'est levé. Paul fait de son mieux pour se débarrasser d'Annette, mais plus il lui parle, plus elle l'aime. Elle veut attendre calmement que son père, le "Roi du Chocolat" extrêmement riche, vienne la chercher. Lorsque la sonnette retentit, Paul espère que cela arrivera bientôt. Mais à la place du père d'Annette, le patron de Paul entre dans l'appartement avec sa fille Luise. Les deux sont horrifiés lorsqu'ils rencontrent une étrange dame en déshabillé et quittent la maison après seulement quelques minutes. Alors que Paul est au bord du désespoir, son ami Félix est extrêmement satisfait de la façon dont les choses se passent.
Il ne faut pas longtemps avant que le "Roi du Chocolat" n'arrive enfin. Mais il n'est pas seul, il est accompagné du fiancé d'Annette, Hector. En fait, Annette s'attend maintenant à ce qu'il la blâme, mais Hector est complètement détendu. Pas un mot de colère ne sort de ses lèvres. C'est maintenant Annette qui fait une crise de colère. Elle ne supporte pas le repos éthylique d'Hector et met fin aux fiançailles sur-le-champ. Le plan de Félix semble fonctionner.
Troisième acte
Un bureau du ministère
Félix s'est arrangé pour qu'Annette rende visite à Paul dans son bureau pendant la pause déjeuner. Timide comme toujours, Paul ne sait pas quoi dire. Il ne peut tout simplement pas faire face à une telle situation. Lorsque la visiteuse embrasse Paul sur les lèvres au moment opportun, le patron de Paul entre dans la pièce et est outré. Que se permet réellement son futur gendre ? Il explique avec colère qu'il veut s'assurer que Paul soit son "bras droit" le plus longtemps.
Paul apprend que son ami Félix lui a offert cette soupe. Après s'être demandé s'il doit courtiser Annette, il a maintenant pris sa décision : Après cette intrigue de son ami, Annette doit définitivement disparaître de sa vie ! Et Félix est aussi son ami de longue date !
Quatrième acte
Au bord d'une rivière
Bien que Paul ait toujours la "charmante demoiselle" en tête, il envisage de se jeter dans la rivière et de mettre fin à ses jours. Soudain, il remarque une dame vêtue d'une simple robe de soldat de l'Armée du Salut qui vient vers lui. En s'approchant, il se rend compte qu'il s'agit d'Annette. Son cœur recommence à battre plus vite. Annette lui révèle qu'elle abandonnera toutes ses richesses pour lui. Paul abandonne son philistinisme et la serre dans ses bras. Deux messieurs assistent malicieusement à la scène sans se faire remarquer par le couple : Le "Roi du Chocolat" et Félix. C'est lui qui avait tiré les ficelles à sa manière pour mener à bien l'histoire.

## Orchestration
| Instrumentation de Bezauberndes Fräulein         |
| Bois                                             |
| 1 flûte, 1 hautbois, 3 saxophones, 2 clarinettes |
| Cuivres                                          |
| 2 trompettes, 1 trombone                         |
| Cordes pincées                                   |
| 1 guitare, 1 banjo                               |
| Percussions                                      |
| 1 batterie                                       |
| Musique de scène                                 |
| 1 violon, 1 piano                                |

Alternativement, la musique instrumentale peut également être jouée avec seulement deux pianos à queue.

## Adaptations
- Wer wagt - gewinnt, film allemand réalisé par Walter Janssen, sorti en 1935.
- En förtjusande fröken, film suédois réalisé par Max Hansen sorti en 1945.
- Bezauberndes Fräulein, film allemand réalisé par Georg Thomalla, sorti en 1954.

## Source de la traduction
- (de) Cet article est partiellement ou en totalité issu de l’article de Wikipédia en allemand intitulé « Bezauberndes Fräulein » (voir la liste des auteurs).